# الأميرة ماكسيميليانا من بافاريا
 الاميرة ماكسيميليانا جوزيفا كارولين من بافاريا (بالألمانية: Maximiliane Josepha Karoline von Bayern)‏ (21 يوليو 1810 - 4 فبراير 1821)

## السيرة الشخصية

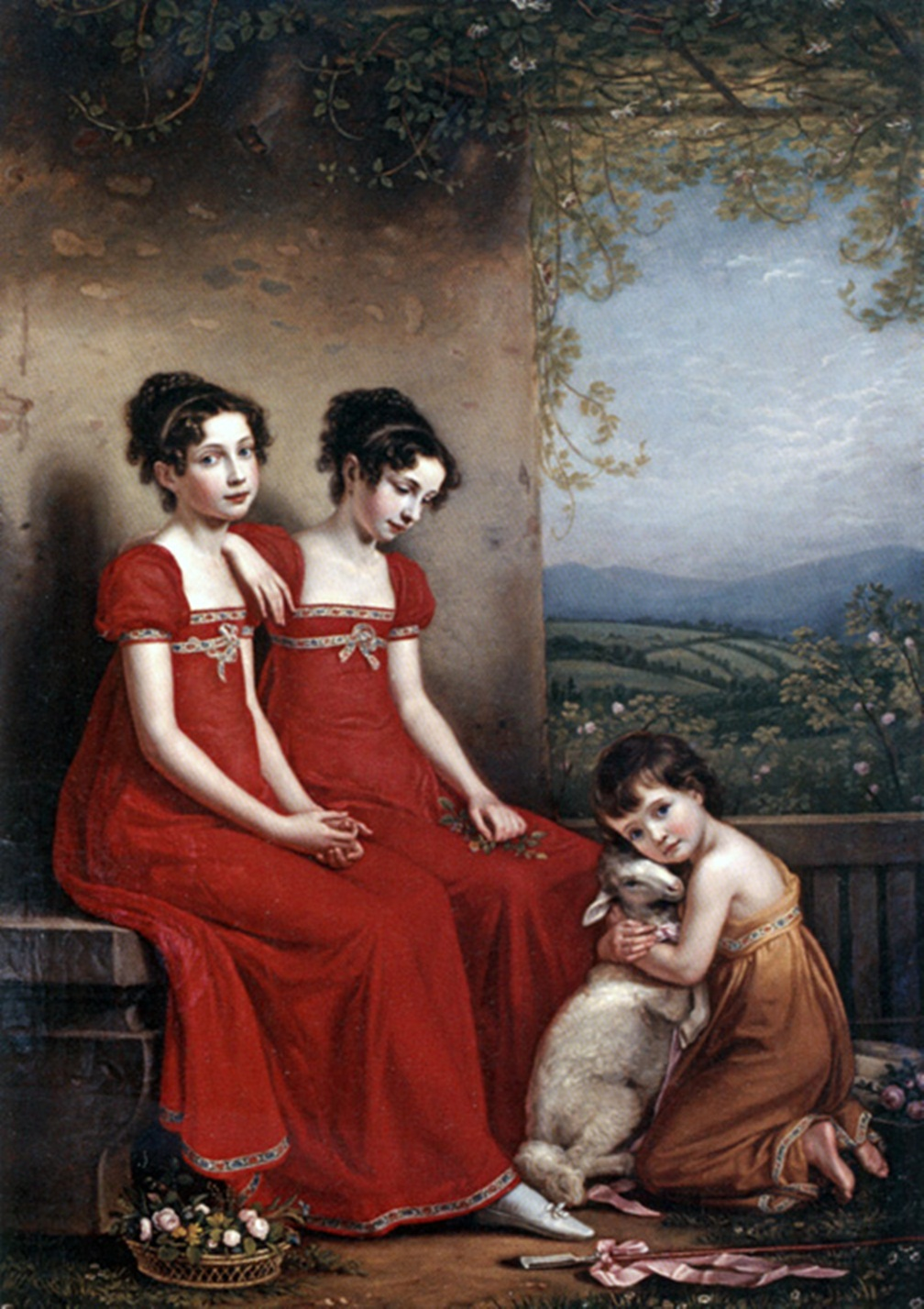
اللوحة الكاملة للأميرة ماكسيميليانا (تحتضن خروفاً) مع اثنتين من شقيقاتها، الأميرات إليزابيث وأمالي، جوزيف كارل شتيلر، 1814.

ولدت ماكسيميليانا في قصر نيمفينبورغ، المقر الصيفي لملوك بافاريا، وكانت الابنة الأخيرة لماكسيميليان الأول جوزيف من بافاريا وزوجته الثانية كارولين من بادن . أنجبت والدتها ثمانية أطفال، توفي شقيقها الأكبر ماكسيميليان في طفولته، وكان من بين أشقاء ماكسيميليانا، لودفيغ الأول ملك بافاريا، وكارولين أوغستا من بافاريا، وإليزابيث ملكة بروسيا، وأمالي أوغستا ملكة ساكسونيا، وصوفي، أرشيدوقة النمسا، و الأميرة لودوفيكا من بافاريا.
في عام 1821، أصيبت ماكسيميليانا بمرض حمى التيفوئيد، وتوفيت في سن العاشرة. تم دفنها في كنيسة ثياتين في ميونخ.

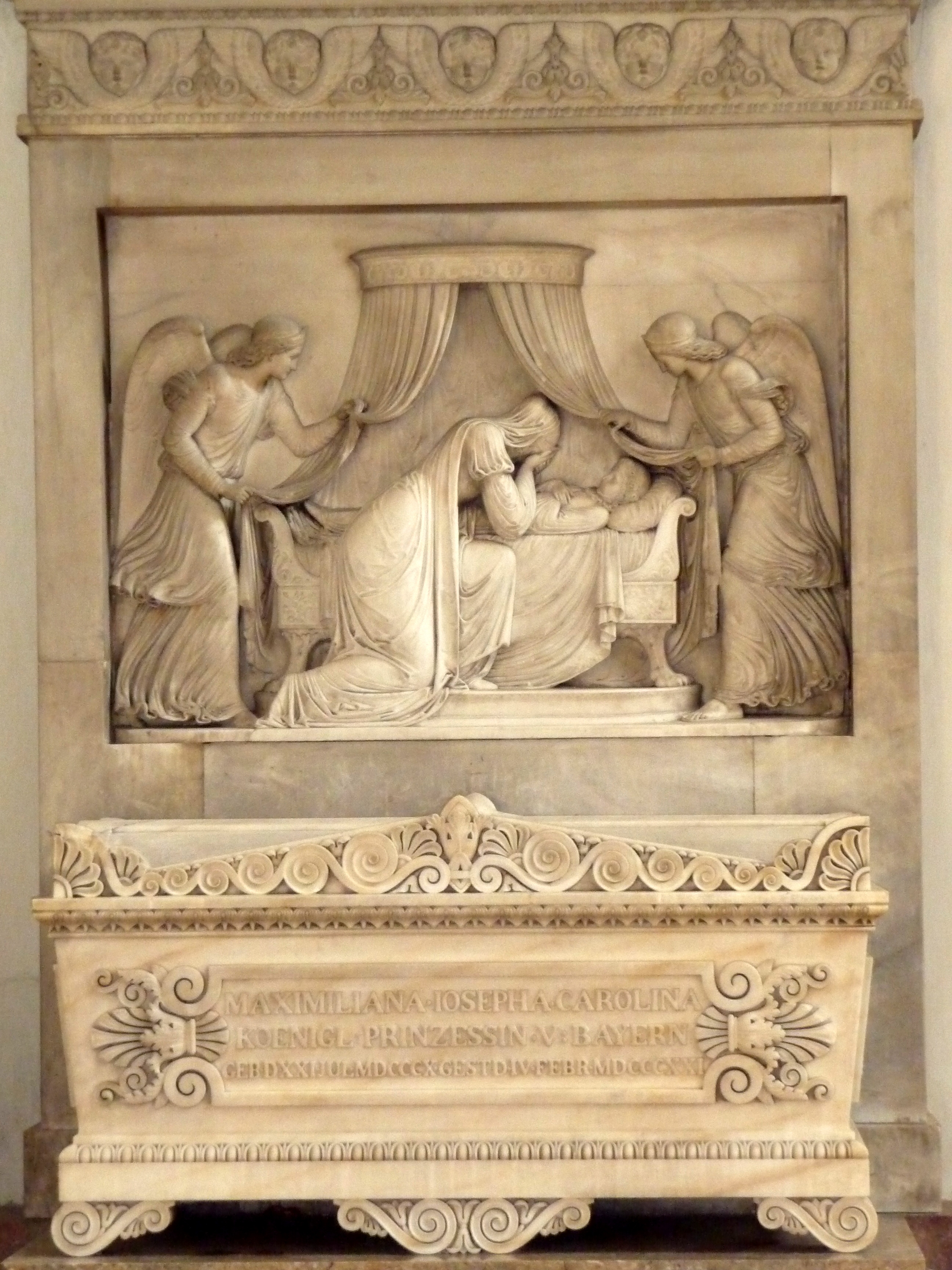
قبر ماكسيميليانا في كنيسة ثياتين، ميونخ.